# Cuzion
Cuzion – miejscowość i gmina we Francji, w Regionie Centralnym, w departamencie Indre.
Według danych na rok 1990 gminę zamieszkiwały 524 osoby, a gęstość zaludnienia wynosiła 28 osób/km² (wśród 1842 gmin Centre, Cuzion plasuje się na 664. miejscu pod względem liczby ludności, natomiast pod względem powierzchni na miejscu 709.).